# NK Gacka 1925 Sinac
NK Gacka 1925 je nogometni klub iz Sinca. 
Trenutačno se natječe u 1. ŽNL Ličko-senjskoj.